# Teutomatus
Teutomatus war der König der Nitiobrogen zur Zeit des Gallischen Krieges. Sein Vater Ollovico erhielt vom römischen Senat den Titel „Freund des römischen Volkes“ (amicus populi romani). Nach der Schlacht um Avaricum und der Einnahme der Stadt zog Teutomatus mit einem Reiterheer von 500 Mann nach Gergovia, um Vercingetorix zu unterstützen. Von den Römern im Schlaf überrascht, floh er nackt auf dem Pferd.

## Quelle
- Cäsar, De bello Gallico 7,31,5; 7,46,5.